# Midnattskören
Midnattskören är en kör från Lund under ledning av Gösta Petersen. Midnattskören grundades 1981. Den har en bred, varierad repertoar och sjunger bland annat på konferenser, bröllop och logdanser. Kören har genom åren gjort ett flertal resor, bland annat till Island, Transsylvanien, Kroatien, Färöarna, Sydafrika och Kuba. Midnattskören övar i Vita huset på Djingis Khan.